# Laskowo (powiat chodzieski)
Laskowo – wieś w Polsce położona w województwie wielkopolskim, w powiecie chodzieskim, w gminie Szamocin.
W latach 1975–1998 miejscowość należała administracyjnie do województwa pilskiego.

## Położenie
Laskowo jest położone dwa kilometry od Szamocina, między jeziorami Karpiówka (5 ha) oraz Laskowskim (53 ha, głębokość 4,8 m), które z powodu przewężenia jest często dzielone na dwa jeziora - Laskowskie Duże i Laskowskie Małe. Od kilku lat tereny tej miejscowości są głównym kierunkiem rozwoju miasta.

## Historia
Wieś uważa się za pierwotny ośrodek osadnictwa w okolicach Szamocina. Jej nazwa pochodzi od słowiańskiego imienia Lastek. Na wzgórzu (190 m n.p.m.), na północno-zachodnim brzegu jeziora, stał gród obronny, zbudowany przez Polan. Wał otaczający gród wznosił się 10 metrów nad poziom wody. Był to gród typu pierścieniowatego, pochodzący z okresu wczesnośredniowiecznego (od VII – XII w.). Spełniał rolę obronną przed napadami Pomorzan. Dzisiaj po grodzie pozostało wyraźne wzniesienie porośnięte sosnami i gęstymi krzewami.
Pierwsze wzmianki o wsi Laskowo znalazły się w dokumencie z 15 maja 1364 r. wystawionym w Gnieźnie, w którym zostało ono wymienione wśród wsi należących do parafii w Margoninie.
Wieś jest rozległa. Dzieli się na Laskowo i położone kilometr dalej Laskowo Nowe. Zabudowania stoją zarówno wzdłuż drogi jak i jeziora. Starsza część wsi obejmuje 65 numerów, nowa już ponad 20 i ciągle ich przybywa. Istnieje tu Ochotnicza Straż Pożarna, mogąca pochwalić się tradycjami sięgającymi 1926 r. Wyjątkowym obiektem jest tutejsza remiza, wybudowana przed 80 laty. Stoi ona na brzegu jeziora, w miejscu, z którego rozpościera się widok na wieś. W Laskowie działa także Koło Gospodyń Wiejskich. Laskowo nie miało kościoła, mieszkańcy zorganizowali kaplicę w budynku dawnej szkoły. 2 lipca 2005 r. kaplica została poświęcona.